# Past Lives
Past Lives – album koncertowo-kompilacyjny brytyjskiej heavymetalowej grupy Black Sabbath wydany w 2002 roku.

## Lista utworów
Dysk 1
1. „Tomorrow's Dream” – 3:03
2. „Sweet Leaf” – 5:26
3. „Killing Yourself to Live” – 5:29
4. „Cornucopia” – 3:57
5. „Snowblind” – 4:46
6. „Children of the Grave” – 4:33
7. „War Pigs” – 7:36
8. „Wicked World” – 18:55
9. „Paranoid” – 3:14

Dysk 2
1. „Hand of Doom” – 8:25
2. „Hole in the Sky” – 4:46
3. „Symptom of the Universe” – 4:52
4. „Megalomania” – 9:53
5. „Iron Man” – 6:25
6. „Black Sabbath” – 8:23
7. „N.I.B.” – 5:31
8. „Behind the Wall of Sleep” – 5:03
9. „Fairies Wear Boots” – 6:39

## Twórcy
- Ozzy Osbourne – wokal
- Tony Iommi – gitara
- Geezer Butler – gitara basowa
- Bill Ward – perkusja